# Rory Fleck-Byrne
Rory Fleck-Byrne (Inghilterra, 1988) è un attore irlandese.

## Biografia
A 18 anni si è trasferito a Londra dall'Irlanda per studiare recitazione alla Royal Academy of Dramatic Art. Subito dopo il diploma ha cominciato a recitare a teatro e tra le sue apparizioni principali si ricordano Cause Celebre (Londra, 2011), Antonio e Cleopatra con Kim Cattrall (Liverpool, 2012), King Charles III (Londra, 2015) e Otello (Londra, 2022).
È dichiaratamente gay.

## Filmografia parziale

### Cinema
- Vampire Academy, regia di Mark Waters (2014)
- Le origini del male (The Quiet Ones), regia di John Pogue (2014)
- The Foreigner, regia di Martin Campbell (2017)
- Vita & Virginia, regia di Chanya Button (2018)
- Pixie, regia di Barnaby Thompson (2020)
- LOLA, regia di Andrew Legge (2022)
- In Camera, regia di Naqqash Khalid (2023)

### Televisione
- Jack Taylor - serie TV, episodio 3x3 (2010)
- Grantchester - serie TV, episodio 1x4 (2014)
- L'ispettore Barnaby (Midsomer Murders) - serie TV, episodio 18x6 (2016)
- Harlots - serie TV, 8 episodi (2017)
- Delitti in Paradiso (Death in Paradise) - serie TV, episodio 7x5 (2018)
- This Is Going to Hurt - serie TV, 7 episodi (2022)